# ماریا رادوجیچیچ
ماریا رادوجیچیچ (انگلیسی: Marija Radojičić؛ زادهٔ ۵ مهٔ ۱۹۹۲) بازیکن فوتبال اهل صربستان است.
وی همچنین در تیم ملی فوتبال Serbia بازی کرده‌است.